# Red Bull Air Race 2009
Die Red Bull Air Race 2009 Weltmeisterschaft war die 7. Saison einer von der Red Bull Air Race GmbH organisierten Serie von Luftrennen. Am 18. April fand der Saisonauftakt mit dem Rennen in Abu Dhabi (Vereinigte Arabische Emirate) statt. Gewinner des Rennens war Hannes Arch ( Österreich). Beim Rennen in San Diego (USA) am 10. Mai gewann Nicolas Ivanoff ( Frankreich). Das dritte Rennen am 14. Juni in Windsor-Ontario (Kanada) gewann Paul Bonhomme. Das vierte Rennen in Budapest (Ungarn) gewann Michael Goulian ( Vereinigte Staaten). Das fünfte (13. September in Porto, Portugal) und das sechste und letzte Rennen der Saison 2009 (4. Oktober in Barcelona, Spanien) konnte wieder Paul Bonhomme für sich entscheiden, der damit auch Gesamtsieger wurde.
Endstand nach sechs Rennen:

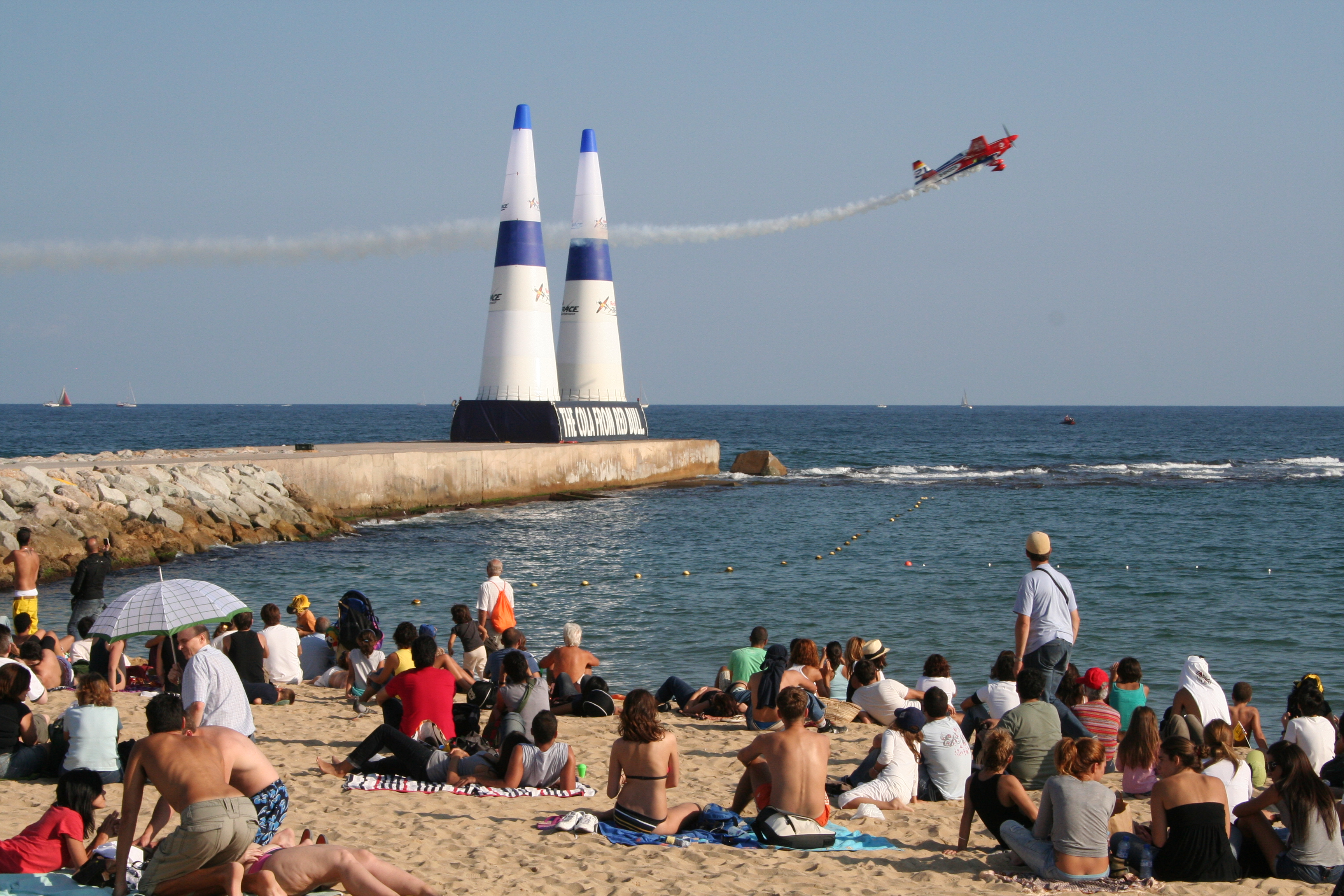
Matthias Dolderer im Qualifying von Barcelona 2009

1. Paul Bonhomme – Edge 540 ( Vereinigtes Königreich) 67 Punkte
2. Hannes Arch – Edge 540 ( Österreich) 60 Punkte
3. Matt Hall – MXS-R ( Australien) 36 Punkte
4. Kirby Chambliss – Edge 540 ( Vereinigte Staaten) 34 Punkte
5. Nicolas Ivanoff – Edge 540 ( Frankreich) 33 Punkte
6. Nigel Lamb – MXS-R ( Vereinigtes Königreich) 32 Punkte
7. Mike Mangold – Edge 540 ( Vereinigte Staaten) 31 Punkte
8. Péter Besenyei – MXS-R ( Ungarn) 24 Punkte
9. Matthias Dolderer – Edge 540 ( Deutschland) 23 Punkte
10. Michael Goulian – Edge 540 ( Vereinigte Staaten) 22 Punkte
11. Sergey Rakhmanin – MXS-R ( Russland) 17 Punkte
12. Alejandro Maclean – MXS-R ( Spanien) 16 Punkte
13. Yoshihide Muroya – Edge 540 ( Japan) 9 Punkte
14. Glen Dell – Edge 540 ( Südafrika) 3 Punkte
15. Pete McLeod – Edge 540 ( Kanada) 1 Punkte

Rennen
| Nr. | Datum         | Rennen    | Sieger          | Zweiter       | Dritter           | Gesamtführender |
| --- | ------------- | --------- | --------------- | ------------- | ----------------- | --------------- |
| 01  | 18. April     | Abu Dhabi | Hannes Arch     | Paul Bonhomme | Nicolas Ivanoff   | Hannes Arch     |
| 02  | 10. Mai       | San Diego | Nicolas Ivanoff | Paul Bonhomme | Hannes Arch       | Hannes Arch     |
| 03  | 14. Juni      | Windsor   | Paul Bonhomme   | Hannes Arch   | Kirby Chambliss   | Hannes Arch     |
| 04  | 20. August    | Budapest  | Michael Goulian | Paul Bonhomme | Kirby Chambliss   | Paul Bonhomme   |
| 05  | 13. September | Porto     | Paul Bonhomme   | Hannes Arch   | Matt Hall         | Paul Bonhomme   |
| 06  | 4. Oktober    | Barcelona | Paul Bonhomme   | Nigel Lamb    | Matthias Dolderer | Paul Bonhomme   |